# Angela Getler
Angela Getler est une journaliste, artiste visuelle, comédienne et activiste polonaise. Elle est la première et la seule journaliste transgenre en Pologne et la seule personnalité transgenre de la télévision en Pologne.

## Biographie

### Transition
Dans une interview auprès de Replica, elle dit, :
« Po coming oucie straciłam znajomych. (…) Rozstałam się z wieloletnią partnerką. Ona po prostu była hetero. Nie była w stanie kontynuować związku z dziewczyną »
— Angela Getler
        
« Après mon coming out, j'ai perdu mes amis. (...) Je me suis séparé de ma compagne de longue date. Elle était tout simplement hétérosexuelle. Elle n'était pas en mesure de poursuivre sa relation avec sa petite amie »
Sa mère la soutient dans sa transition. En raison du stress causé par son coming out, elle mange beaucoup jusqu'à atteindre 212 kg,.
Elle crée une cagnotte sur internet pour la soutenir dans le financement de sa vaginoplastie,.

### Activisme
En 2014, elle crée le drapeau arc-en-ciel polonais, utilisé pour la première fois durant la Marche des fiertés de 2014 à Varsovie. Celui-ci est réutilisé par la suite, comme en 2018 accroché près de l'hôtel de ville de Toruń.

### Carrière journalistique
Avant de travailler dans l'information, Getler tient Transnews Polska, un fansite sur la transidentité en Pologne.
En 2021, elle signe une lettre ouverte contre la transphobie dans les médias, adressée à Wysokie Obcasy et Gazeta Wyborcza.
En 2022, Getler devient la présentatrice de la nouvelle émission Trans Show du média Reset Obywatelski. Dans le premier épisode de l'émission, elle interroge Anna Grodzka.
Depuis juillet 2023, elle présente l'émission Ecce homo. Oto człowiek sur la chaîne de télévision polonaise News 24,,,. Dans le premier épisode de l'émission, elle présente aux téléspectateurs le problème du suicide chez les jeunes LGBT.
En avril 2024, elle est employée à la Polska Agencja Prasowa,.

## Récompenses et distinctions
En 2023, elle fait partie de la sélection des 50 Audacieuses (en polonais : 50 Śmiałych) de Wysokie obcasy.